# Eucereon velutinum
Eucereon velutinum là một loài bướm đêm thuộc phân họ Arctiinae, họ Erebidae.